# 李鹤鼎
李鹤鼎（1913年2月—1991年），男，河南太康人，中国体育教育家，曾任北京体育学院教授，中国体育科学学会常务理事，中国足球协会副主席。

## 家庭
妻子王义润。